# Diexis ferghanensis
Diexis ferghanensis är en insektsart som beskrevs av Umnov 1930. Diexis ferghanensis ingår i släktet Diexis och familjen gräshoppor. Inga underarter finns listade i Catalogue of Life.